# Магнитобиология
Магнитобиоло́гия — одно из направлений радиобиологии неионизирующих излучений; раздел биофизики, изучающий биологические эффекты слабых низкочастотных магнитных полей, не вызывающих нагрева тканей. Соответствует несколько более общему англоязычному термину bioelectromagnetics, который не следует путать с термином bioelectromagnetism. Для магнитобиологических эффектов характерны свойства, ярко отличающие их от тепловых эффектов — часто они наблюдаются лишь в некоторых частотных и амплитудных интервалах переменных магнитных полей, зависят от одновременного присутствия постоянного магнитного или электрического поля, от поляризации поля.
В более общем смысле к магнитобиологии относят любые биологические эффекты, вызванные изменением магнитных условий в месте пребывания организма. Однако проблему, главным образом физическую, составляют биологические эффекты действия именно слабых, приблизительно менее 0.1 мТл, низкочастотных, от 100 Гц и менее, магнитных полей. Такие эффекты кажутся парадоксальными: квант энергии переменного электромагнитного поля на много порядков меньше масштаба энергии элементарного акта химической реакции, а интенсивность поля недостаточна для сколько-нибудь существенного нагрева тканей. Ярким магнитобиологическим эффектом квазистатических магнитных полей является магнитная навигация (отличная от магнитной ориентации), осуществляемая мигрирующими животными, см., например, Bird migration раздел Orientation and navigation, Magnetite раздел Biological occurrences, Sense раздел Direction, Homing Pigeon раздел Navigation, Natal homing раздел Geomagnetic Imprints. Установлено, что миграция животных к местам сезонных обитаний происходит во многих случаях посредством рецепции небольших вариаций геомагнитного поля порядка десятков нТл.

## Воспроизводимость
Следует отметить специфический характер воспроизводимости результатов магнитобиологических экспериментов. До четверти работ по магнитобиологии сообщают о невозможности воспроизведения эффектов. В большинстве случаев экспериментаторам потребовался целенаправленный поиск относительно редких сочетаний электромагнитных и физиологических условий, обеспечивающих наблюдение эффекта. Многие из результатов магнитобиологии пока не подтверждены исследованиями независимых лабораторий.

## Стандарты ЭМ безопасности

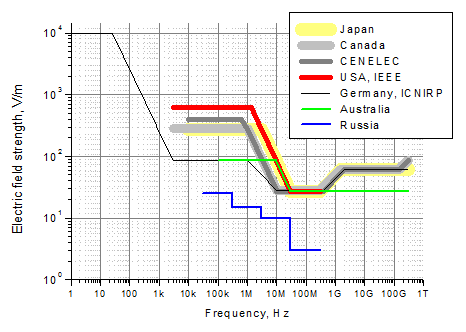
Расхождение предельно допустимых уровней электромагнитной экспозиции населения, разработанных различными национальными и международными организациями. Использование только в иллюстративных целях.

Практическая значимость магнитобиологии обусловлена возрастающим уровнем фоновой электромагнитной экспозиции населения. Некоторые электромагнитные поля при хронической экспозиции оказываются небезопасными для здоровья людей и являются не менее существенным фактором чем температура, давление и влажность. Всемирная организация здравоохранения рассматривает повышенный уровень ЭМП на рабочих местах как фактор стресса. Существующие стандарты электромагнитной безопасности, разрабатываемые как национальными, так и  международными организациями, для некоторых частотных диапазонов электромагнитного поля отличаются в десятки и сотни раз. Это указывает на недостаточность научных исследований в области магнитобиологии и электромагнитобиологии. В настоящее время большинство стандартов учитывают лишь биологические эффекты нагрева и электрохимических реакций за счет индуцированных токов.

## Медицинские применения
С другой стороны, получают развитие методы лечебного применения относительно слабых электромагнитных полей. Эти методы на сегодня не получили клинических подтверждений в соответствии с принятыми нормами доказательной медицины. Некоторые организации считают эту практику псевдонаучной.

## Возможная природа эффектов
В магнитобиологии имеет место значительное отставание теории от эксперимента. До сих пор неясна физическая природа явления, несмотря на множество наблюдательных и экспериментальных данных. Часто обсуждают следующие предполагаемые причины возникновения магнитобиологических явлений: 
1. кристаллизация в тканях организма железосодержащих магнитных наночастиц,
2. зависимость некоторых биохимических реакций с участием пар свободных радикалов от величины магнитного поля,
3. возможное существование долгоживущих вращательных состояний некоторых молекул внутри белковых структур,
4. изменение свойств жидкой воды в магнитном поле.

Объяснение физической природы биологического действия слабых магнитных полей является фундаментальной научной проблемой.

## Профильные научные журналы
- Биомедицинская радиоэлектроника
- Биофизика
- Bioelectromagnetics
- Electromagnetic Biology and Medicine